# Dumitru Stăniloae

Mormântul lui Dumitru Stăniloae din cimitirul mănăstirii Cernica.

Dumitru Stăniloae (n. 29 noiembrie 1903, Vlădeni, Austro-Ungaria – d. 4 octombrie 1993, București, România) a fost un preot, teolog, profesor universitar, specialist în dogmatică, traducător, scriitor și ziarist român. Este considerat unul dintre autoritățile proeminente ale teologiei europene din secolul al XX-lea și cel mai mare teolog român din acel secol.
A fost, între 1934 și 1945, redactor șef al publicației bisericești Telegraful Român căreia i-a imprimat o linie editorială naționalistă și antisemită.
A lucrat vreme de 45 de ani la traducerea lucrării Filocalia sfintelor nevoințe ale desăvârșirii (în douăsprezece volume). Membru titular al Academiei Române (1991).

## Tinerețea și studiile
S-a născut la Vlădeni ca ultimul dintre cei 5 copii ai lui Irimie și Rebeca Stăniloae, nepoată de preot ortodox. A urmat studiile secundare la Liceul „Andrei Șaguna” din Brașov între 1914 și 1922, și cele superioare la Facultatea de Litere a Universității din București (doar primul an), continuând apoi cu Facultatea de Teologie din Cernăuți (între anii 1923 - 1927). La Cernăuți a obținut doctoratul în 1928. A fost trimis de mitropolitul Nicolae Bălan la Facultățile de Teologie din Atena (1927-1928), Munchen și Berlin (1928-1929) pentru a se specializa în dogmă și istorie bisericească și a efectuat călătorii de studii și documentare la Paris și Belgrad.

## Profesor și publicist la Sibiu
După întoarcerea în România, Stăniloae a ocupat funcția de profesor suplinitor (1929), apoi provizoriu (1932) și titular din 1935 de dogmatică la Academia Teologică „Andreiană” din Sibiu. Funcționează ca profesor până în 1946.
Între 1929-1932 și 1936-1937 a predat apologetică, între 1932-1936 teologie pastorală, iar între 1929 și 1934) limba greacă. A fost numit rector al Academiei Teologice în 1936 și ocupă această poziție până în 1946.
Pe 4 octombrie 1930 s-a căsătorit cu Maria (născută Mihu), iar în anul următor i s-au născut primii copii, doi gemeni - Dumitru (d. septembrie 1931) și Mioara (d. 1945). În 1933 s-a născut Lidia Stăniloae, botezată de istoricul Ioan Lupaș. A fost hirotonit diacon în 1931 și preot în 1932, apoi a devenit protopop stavrofor în 1940. A fost ales membru în Adunarea Eparhială a Arhiepiscopiei Sibiului și consilier arhiepiscopesc.
Începând cu ianuarie 1934 și până în mai 1945 a fost redactor al publicației Telegraful Român. Sub conducerea sa publicația a dobândit un caracter naționalist și visceral antisemit. Deși presa bisericească ortodoxă din acea perioadă nu era lipsită de articole ostile minorităților, Telegraful Român a ieșit în evidență prin virulența împotriva a tot ce era perceput ca neromânesc. Astfel, catolicii erau prezentați ca instrument al iredentismului maghiar, adventiștii, baptiștii și penticostalii denunțați ca secte pe care guvernul ar trebui să le reprime. Printre personalitățile elogiate în paginile Telegrafului s-au numărat Moța și Marin, A. C. Cuza, Ion Antonescu și Hitler. Diferitele legi sau măsuri xenofobe și antisemite, inclusiv deportările romilor și evreilor au fost aplaudate. Unele editoriale (cum ar fi Au să dispară din Europa, publicat în 1942) susțineau chiar soluția finală. Sub conducerea lui Stăniloae, ziarul promova intens conspirația iudeo-bolșevismului.
Datorită importanței lui Stăniloae, s-a format o întreagă generație de clerici și preoți influențați de ideile acestuia, inclusiv de antisemitism, care a fost cunoscută drept "Generația Stăniloae".

## Profesor la București
În 1947 a fost transferat prin chemare la Facultatea de Teologie Ortodoxă a Universității din București, la Catedra de Ascetică și Mistică. În 1948, odată cu transformarea facultății în institut teologic de grad universitar, Dumitru Stăniloae a fost încadrat ca profesor titular de Teologie Dogmatică și Simbolică.
Între 1948 și 1950 Stăniloae a susținut integrarea forțată a Bisericii Române Unite cu Roma în Biserica Ortodoxă întreprinsă de autoritățile comuniste.

## Detenția la Aiud și reangajarea la București
Pe 5 septembrie 1958, odată cu noul val de arestări, a fost reținut de Securitate alături de membrii mișcării Rugul Aprins. În 1959 a fost dus la penitenciarul Aiud, unde a fost ținut luni întregi în regim de izolare. A fost eliberat în 1963. Din ianuarie 1963, odată cu eliberarea de la Aiud, a ocupat funcția de funcționar la Sfântul Sinod al Bisericii Ortodoxe Române, reluându-și în octombrie postul la catedră.
În 1959 i s-a născut unicul nepot, Dumitru Horia, fiul Lidiei Stăniloae.
În 1968 a fost invitat la Freiburg și Heidelberg, de către profesorul Paul Miron, pentru a susține conferințe. În 1969 a ținut conferințe la Oxford. A mers la Vatican, ca membru al delegației B.O.R., în 1971.
În această perioadă a publicat în Glasul Patriei, organul de propagandă al regimului comunist destinat românilor din străinătate. Unul dintre articole sale îl denunța ca legionar pe Constantin Virgil Gheorghiu. A scris și o serie de publicații în care reitera și dezvolta critica Bisericii Unite.
A fost numit doctor honoris causa al Institutul teologic ortodox Saint Serge din Paris în 1981 și a fost premiat la Londra cu distincția onorifică „Crucea Sf. Augustin din Canterbury”, pentru merite teologice și creștinești.
În 1990 a devenit membru corespondent al Academiei Române, iar din 1991 a fost membru titular, în același an fiind numit doctor honoris causa al Facultății de Teologie din Atena. 
În 1992 a primit titlul de doctor honoris causa al Universității din București.
A murit în 1993, la București, la vârsta de optzeci și nouă de ani.

## Distincții și titluri academice (selectiv)
- Ordinul Meritul Cultural în gradul de Cavaler cl. II, pentru biserică (23 septembrie 1942)[18]
- "Doctor Honoris Causa", Universitatea din Tesalonic (1976)
- "Doctor Honoris Causa", Institutul Teologic St.Serge din Paris, (1981)
- "Doctor Honoris Causa", Facultatea de Teologie din Belgrad, (1982)
- "Doctor Honoris Causa", Universitatea din București, (1992)
- Premiul Dr. Leopold Lucas, Facultatea de Teologie Evanghelică din Tūbingen
- "Crucea Sf. Augustin din Canterbury" din partea Primatului Angliei, (1981)
- Membru titular al Academiei Române, (1992)

## Canonizare
La 12 iulie 2024, Sfântul Sinod al Bisericii Ortodoxe Române a aprobat canonizarea a 16 sfinți, printre care și Dumitru Stăniloae. Părintele Dumitru Stăniloae a fost propus pentru canonizare în 2025, anul în care Biserica Ortodoxă Română va sărbători 140 de ani de autocefalie și 100 de ani de la obținerea statutului de patriarhie. Ziua sa de pomenire este stabilită pentru 4 octombrie.

## Opera
Lucrări teologice
- Viața și activitatea patriarhului Dosoftei al Ierusalimului și legăturile lui cu țările românești, Cernăuți, 1929 169 p. (teză de doctorat);
- Catolicismul de după război, Sibiu, 1933, 204 p.;
- Ortodoxie și românism, Sibiu, 1939, 395 p.;
- Poziția d-lui Lucian Blaga față de creștinism și Ortodoxie, Sibiu, 1942, 150 p.
- Viața și învățătura Sf. Grigorie Palama, Sibiu, 1938, 250 + CLX p.;
- Iisus Hristos sau Restaurarea omului, Sibiu, 1943, 404p.;
- Teologia Dogmatică și Simbolică. Manual pentru lnstitutele Teologice, 2 vol., București, 1958, 1008p. (în colaborare cu profesorii Nicolae Chițescu, Isidor Todoran și loan Petreuță);
- Teologia Dogmatică ortodoxă pentru Institutele Teologice, 3 vol., București, 1978, 504 + 380 + 463 p.;
- Dumnezeiasca Euharistie în cele trei confesiuni, în: Ortodoxia an V (1953), 46-115;
- Teologia Morală ortodoxă pentru Institutele Teologice, vol. III. Spiritualitatea ortodoxă, București, 1981, 320p.;
- Spiritualitate și comuniune în Liturghia ortodoxă, Craiova, 1986, 440p.;
- Chipul nemuritor al lui Dumnezeu, Craiova, 1987, 392 p.;
- Studii de teologie dogmatică ortodoxă, Craiova, 1990, 705 p.;
- Reflectii despre spiritualitatea poporului român, Craiova, 1992, 162 p.
- Sfânta Treime sau La început a fost Iubirea, București, 1993, 96 p.;
- Comentariu la Evanghelia lui Ioan, Craiova, 1993;
- Iisus Hristos lumina lumii, București, 1993,
- Trăirea lui Dumnezeu în Ortodoxie, Antologie, studiu introductiv și note de Sandu Frunză, Cluj-Napoca, 1993, 240p.
- Națiune și creștinism, Ediție, text stabilit, studiu introductiv și note de Constantin Schifirneț, Editura Elion, București, 2004, 289p.
- Filocalia sau culegere din scrierile Sfinților Părinți care arată cum se poate omul curăți, lumina și desăvîrși/ Traducere din grecește, introduceri și note, (București: Harisma, 1994)

Lucrări istorice
- Din urmările Edictului de toleranță în ținutul Hațegului, în vol. „Fraților Alexandru și Ioan I. Lapedutu”, București, 1936, p. 837-842;
- O luptă pentru Ortodoxie în Țara Hațegului, în: Anuarul XV al Academiei teologice <<Andreiane>>", Sibiu, 1939, p. 5-76;
- Din urmările Edictului de toleranță în ținutul Făgărașului, în vol. “Omagiu lui Ioan Lupaș la împlinirea vârstei de 60 de ani", București, 1943, p. 826-833;
- Lupta și drama lui Inocențiu Micu Clain, în: BOR, an. LXXXVI, 1968, nr. 9-10, p. 1137-1185;
- Uniatismul din Transilvania, opera unei întreite silnicii, în: BOR, an. LXXXVII, 1969, nr. 3-4, p. 355-390;
- Uniatismul din Transilvania, încercare de dezmembrare a poporului român, București, 1973, 207 p.;
- Rolul Ortodoxiei în formarea și păstrarea ființei poporului român și a unității naționale, în: Ortodoxia, an. XXX, 1978, nr. 4, p. 584-603;
- Vechimea și spiritualitatea termenilor creștini români în solidaritate cu cei ai limbii române în general, în: BOR, an. XCVII, 1979, nr. 3-4, p. 563-590;
- De ce suntem ortodocși? (românii), în MMB, an. I (LXVII), 1991, p. 15-27.
- sute de articole și studii teologice

Colecția Opere complete (Editura BASILICA a Patriarhiei Române)
- vol. 1 - Cultură și duhovnicie. Articole publicate în Telegraful Român (1930-1936), ediție, studiu introductiv și note de Ion-Dragoș Vlădescu, Ed. Basilica, București, 2012, 912p.;
- vol. 2 - Cultură și duhovnicie. Articole publicate în Telegraful Român (1937-1941), ediție îngrijită de Ion-Dragoș Vlădescu, Ed. Basilica, București, 2012, 884p.;
- vol. 3 - Cultură și duhovnicie. Articole publicate în Telegraful Român (1942-1993), ediție îngrijită de Ion-Dragoș Vlădescu, Ed. Basilica, București, 2012, 834p.;
- vol. 4 - Iisus Hristos sau Restaurarea omului, Ed. Basilica, București, 2013, 528p.;
- vol. 5 - Chipul nemuritor al lui Dumnezeu, Ed. Basilica, București, 2013, 776p.